# 阿尔德亚塞卡德拉夫龙特拉
阿尔德亚塞卡德拉夫龙特拉，是西班牙卡斯蒂利亚-莱昂萨拉曼卡省的一个市镇。 总面积24平方公里，总人口352人（2001年），人口密度15人/平方公里。